# Attilio Teruzzi
Attilio Teruzzi (Milano, 5 maggio 1882 – Procida, 26 aprile 1950) è stato un generale e politico italiano.
Fu Ministro dell'Africa Italiana, Governatore della Cirenaica e medaglia d'argento al valor militare.

## Biografia
Intraprende gli studi militari e nel 1911, in qualità di Ufficiale di carriera, partecipa alla guerra italo-turca prendendo parte con successo alla conquista di Misurata, azione che gli vale la medaglia di bronzo. Rimasto in Libia entra vittorioso a Nalut e viene ferito in battaglia nel Fezzan, guadagnandosi stavolta una medaglia d'argento. Durante la prima guerra mondiale Teruzzi viene promosso capitano e nel 1916 riceve un'altra decorazione.
Fu membro della Massoneria.
Nel 1920 si congeda dall'esercito per aderire al Partito Nazionale Fascista, di cui viene nominato vicesegretario nel 1921. L'anno seguente è uno degli artefici della marcia su Roma e guida verso la Capitale le squadre dell'Emilia-Romagna. Nel 1924 è eletto deputato per la prima volta e riconfermato nel 1929 e nel 1934.
Sottosegretario al ministero dell'Interno dal 1925 al 1926, è Governatore della Cirenaica dal 1926 al 1928. Nel 1929 diviene Capo di stato maggiore della Milizia Volontaria per la Sicurezza Nazionale fino al 1935. Raggiunge il grado di Tenente generale.
Nel 1937 torna al governo come sottosegretario al Ministero delle colonie. Durante la guerra civile spagnola, viene nominato da Mussolini Luogotenente generale ed Ispettore delle truppe. Nel 1939, divenuto consigliere nazionale della Camera dei Fasci e delle Corporazioni, è nominato Ministro dell'Africa Italiana, succedendo a Mussolini – che aveva assunto l'interim dopo Alessandro Lessona –, fino al 25 luglio 1943.
Dopo l'8 settembre del 1943 e l'armistizio di Cassibile aderisce alla Repubblica Sociale Italiana, senza avere incarichi di rilievo.
Il 29 aprile 1945 la radio annunciò la fucilazione di Mussolini e di alcuni gerarchi fascisti, tra cui lo stesso Teruzzi: in realtà i partigiani avevano giustiziato un giornalista tedesco, scambiato per Teruzzi in quanto molto somigliante all'ex ministro (avevano la barba uguale).
Il vero Teruzzi fu invece condannato a trent'anni di reclusione e incarcerato nel carcere dell'isola di Procida. Morì nella stessa isola, soli venti giorni dopo la sua liberazione, giunta anzitempo nel 1950.
Nel 2020 la storica italoamericana Victoria De Grazia ha pubblicato su di lui il libro The Perfect Fascist.

## Vita privata
Teruzzi si sposò nel 1926 con Liliana Weinman, cantante lirica ebrea di New York. Nel 1929 lui  si rivolse alla Sacra Rota per sciogliere il matrimonio celebrato in regime "misto". La Weinman si difese davanti al tribunale ecclesiastico in una lunga battaglia e continuò a farsi chiamare "contessa Teruzzi".
Lui si innamorò poi di Yvette Blank, ebrea francese di origine rumena. Dal loro rapporto nacque la sua unica figlia, Maria Celeste, chiamata Mariceli. Da Yvette, che gestiva una pensione a Procida, Teruzzi si recò dopo la liberazione.

## Opere

### Monografie
- Cirenaica Verde. Due anni di governo. Dicembre 1926 - gennaio 1929, A. Mondadori, Milano, 1931
- La Milizia delle camicie nere e le sue specialità, A. Mondadori, Milano, 1939 (Edizione aggiornata; I edizione: 1933) ("Panorami di vita fascista", 11)
- Autarchia dell'Africa italiana, Edizioni della «Rassegna economica dell'Africa italiana» / Istituto Poligrafico dello Stato, Roma, 1940[senza fonte]

### Discorsi e articoli
- La politica fascista in Libia, Napoli, 1935 (estratto da «L'Africa italiana. Bollettino della Società Africana d'Italia», 1935)
- Rievocazione di Amedeo di Savoia. Discorso commemorativo pronunziato l'11 marzo 1942-XX dinanzi ai fascisti ed al popolo di Roma nel Teatro Adriano, Ministero dell'Africa italiana, Roma, 1937
- L'Africa italiana nel secondo anno dell'impero. Discorso alla Camera dei deputati, 18 marzo 1938, Edizioni della «Rassegna economica dell'Africa italiana», Roma, 1938
- Il viatico dell'Impero, A. Mondadori, Milano, 1940 (estratto da «Annali dell'Africa italiana», a. III, v. 4. - dicembre 1940; Discorso tenuto alla Giornata degli italiani nel mondo)
- Il trentennale della Libia: 1911-1941, con altri, numero monografico di «Africa italiana. Pubblicazione mensile dell'Istituto fascista dell'Africa italiana», 1, a. XX E.F., n. 1 (novembre-dicembre-gennaio 1941-42), Istituto Fascista dell'Africa Italiana, Roma, 1941

### Prefazioni a
- Egidio Moleti di Sant'Andrea, Dallo Stretto di Gibilterra al Canale di Suez. L'Italia e gli altri nel Mediterraneo e nelle colonie, Tip. Sociale, Lecco, 1928
- Pier Francesco Nistri, Dalla valle dell'Obel agli altipiani dell'Uogherà. Impressioni agrologiche di marcia di un legionario della 1 febbraio, Istituto agricolo coloniale italiano, Firenze, 1937
- Egidio Moleti di Sant'Andrea, Mare nostrum. Roma nella storia della civiltà mediterranea, con 21 cartine geografiche di Mario Morandi, E.L.I.C.A., Milano, 1938
- Aldo Marchese, G. M. Giulietti, Italica editoriale, Milano, 1938
- Codice del lavoro dell'Africa italiana. Raccolta delle leggi e dei provvedimenti vigenti, a cura di Raffaele Basile-Giannini e Gennaro E. Pistolese, Ministero dell'Africa italiana - Ufficio studi, Roma, 1938
- (ES)  Giuseppe Bucciante, Vida de Italo Balbo. Documentario publicado por el Ministerio de cultura popular, traduzione in spagnolo di Genaro Godoy Arriaza, Ist. Geogr. De Agostini, Novara, 1941
- (DE)  Giuseppe Bucciante, Das Leben von Italo Balbo. Eine Sammlung von Zeugnissen, veröffentlicht unter der Schirmherrschaft des Ministero della cultura popolare, Ist. Geogr. De Agostini, Novara, 1941
- Vincenzo Ambrosio, Tre anni fra i Galla e i Sidama. 1937-1940: lettere di un funzionario coloniale e testimonianze della sua morte sul campo, Angelo Signorelli Editore, Roma, 1942
- Alfonso Aroca, Uau Chebir, l'oasi della redenzione, con 1 grafico e 29 tavole fuori testo, Ministero dell'Africa italiana - Ufficio studi, Ed. Alpe (Tip. Alga), Milano, 1942